# Carmine Nigro
Carmine Nigro (Gorgoglione, 30 giugno 1949) è un politico italiano.

## Biografia
È stato consigliere regionale in Basilicata dal 1985 al 2004 per la Democrazia Cristiana, poi per il Partito Popolare Italiano, per i Cristiani Democratici Uniti e infine per i Popolari UDEUR.
Diventa presidente della Provincia di Matera dopo le elezioni del 12 e 13 giugno 2004, nelle quali ha raccolto il 61% dei voti in rappresentanza di una coalizione di centrosinistra costituita da DS, Margherita, UDEUR, SDI, PRC, Verdi e IdV. Nel 2008 lascia l'UDEUR e aderisce ai Popolari Uniti. Il suo mandato amministrativo scade nel 2009.
Nel 2019 viene eletto sindaco di Gorgoglione, incarico che aveva già ricoperto dal 1979 al 1985.